# 布鲁金斯学会

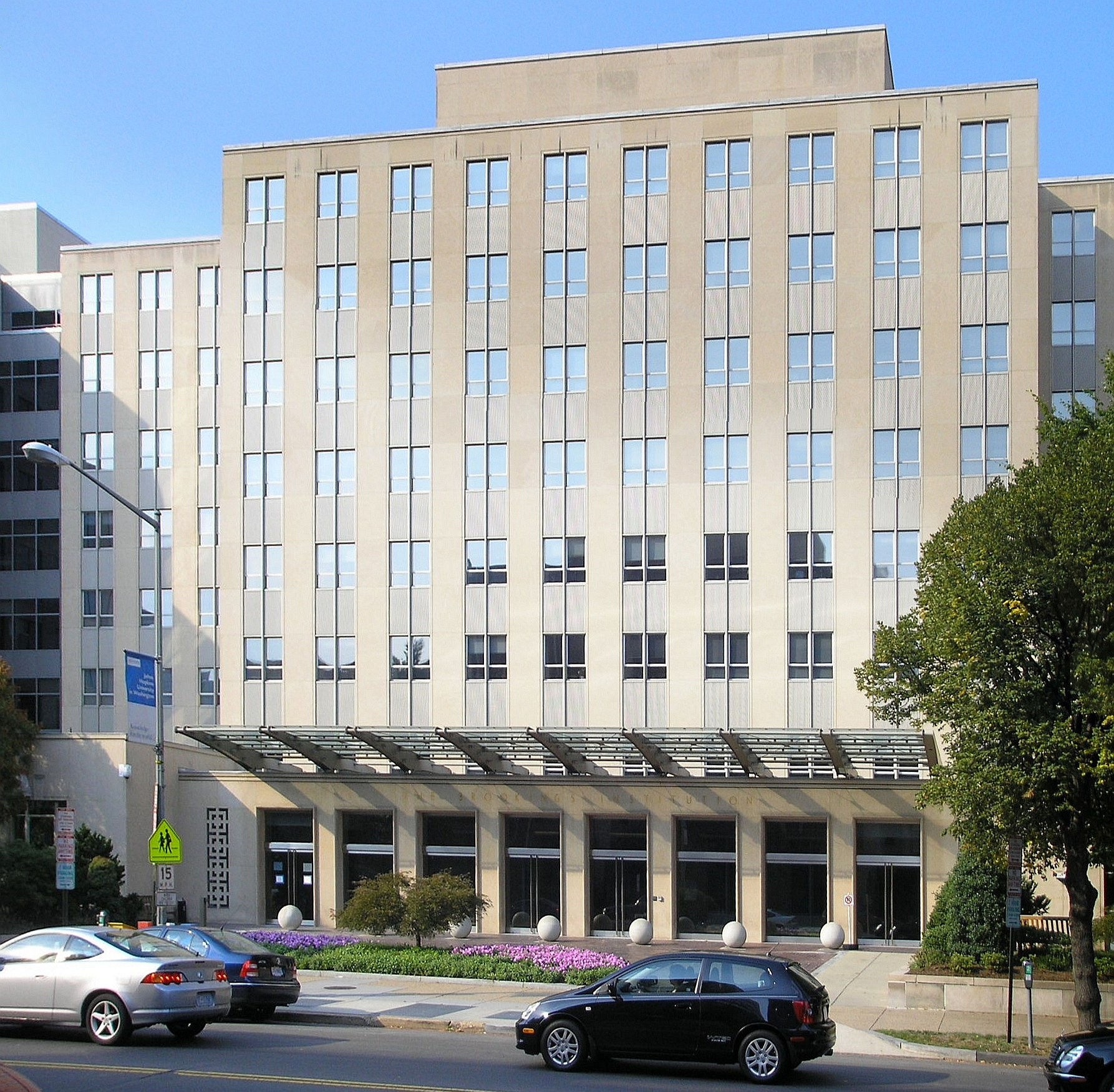
布鲁金斯学会总部

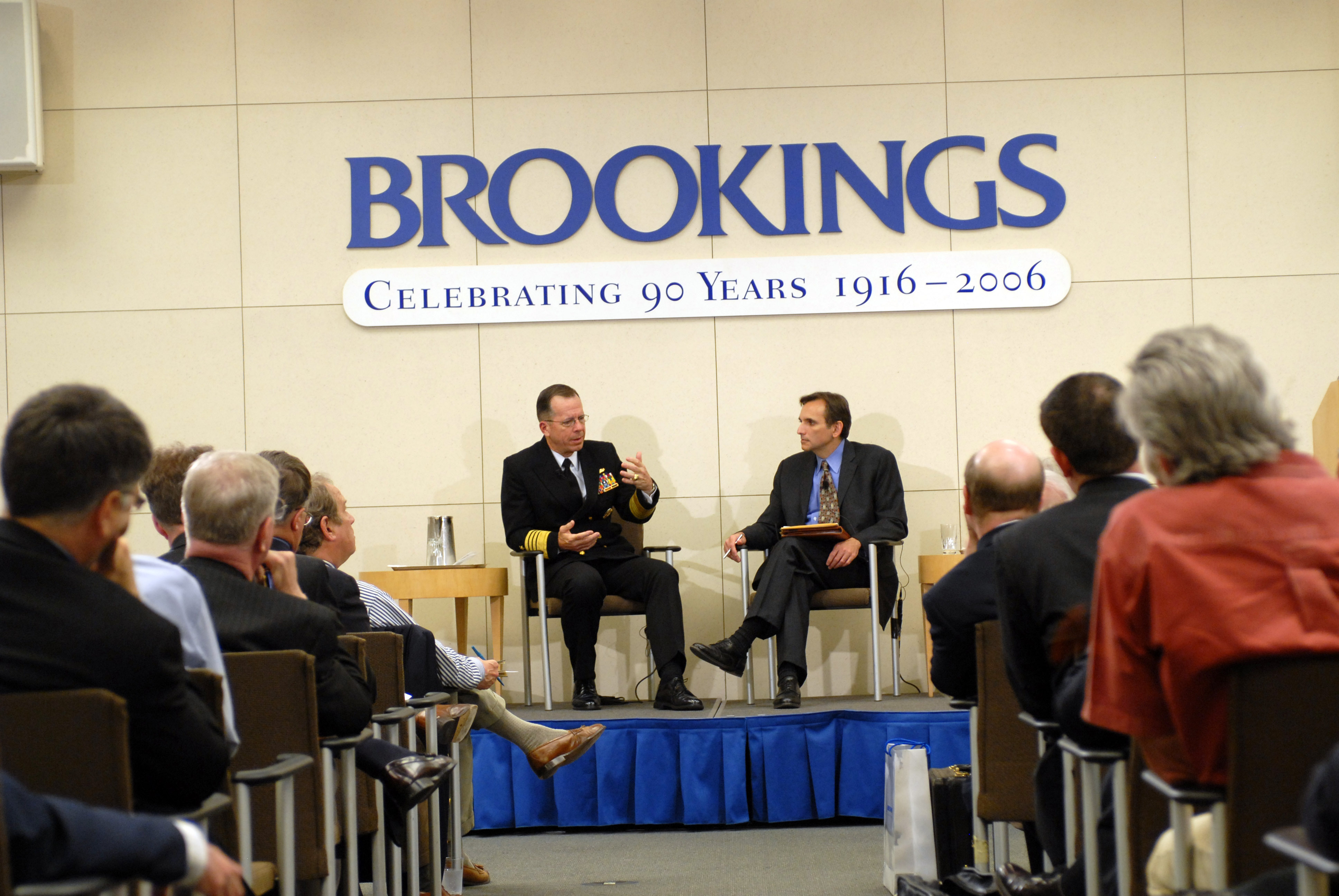
布鲁金斯学会成立90周年的一个外交主题活动

布鲁金斯学会（英語：Brookings Institution），又稱布鲁金斯研究所或布魯金斯研究院，是美国著名智库之一，與中國關係密切，主要研究社会科学尤其是经济与发展、都市政策、政府、外交政策以及全球经济发展等议题，总部位于华盛顿特区。
1993至2002的國會記錄學術分析指出，布魯金斯研究院報告被美國保守派政治人物引用的次數幾乎和自由派政治人物一樣多；在宾夕法尼亚大学发布的2012年全球關鍵智庫指標报告中，布鲁金斯学会被评为全球最有影响力的智库。

## 历史
学会成立于1916年。现任学会主席为美国外交政策专家、前美国副国务卿斯特普·塔爾博特（1994年-2001年）。2010年学会的预算为9000万美元。

## 中國
布鲁金斯学会與清華大學在北京共同成立清华-布鲁金斯公共政策研究中心該中心成立于2006年，位于清华大学公共管理学院，研究項目為中国经济社会变革並有维系良好的中美关系等重要领域的目的。

## 主要人物
- 东北亚政策研究中心主任卜睿哲
- 董事会名誉董事朱迪斯·罗丹（英语：Judith Rodin）

## 主要出版物
- 书《权力的转换：中国和亚洲的新动力》